# 五老内町
五老内町（ごろううちまち）は、福島県福島市の地名で、市の本庁所管にあたる中央地域内である。

## 概要
福島市街地の北東端に位置し、福島市役所が所在する。東西は福島市道108号仲間町春日町線から福島市道豊田町八島町線電車通り（旧奥州街道・旧国道4号）までの約350m、南北は福島市道天神町浜田町線から福島市道30号曾根田三本木線までの約180mの台形の範囲を町域とする。北西で花園町、北で北五老内町、東で桜木町、南で浜田町、東で松木町と隣接する。
1937年（昭和12年）に廃止された大字腰浜の一部であり、この大字腰浜は信夫郡腰浜村の流れを汲む。そのため正確には、福島旧市内（信夫郡福島町）には含まれない。
杉妻町の初代市庁舎が火災により消失した事件を期に、市街地の一等地から市街地の外部であった五老内町に広い土地を取得。これが現在までに至る五老内町を形成していった。
町名の由来は旧腰浜村のに存在した字名を継承して名付けられたことが由来。

## 歴史
腰浜村の中西部に位置し奥州街道の西側沿いのエリアであった。五老内町の範囲は、腰浜村字柳ノ町前、五老内、谷地、中谷地、東谷地の各一部が該当する。1931年に合併後の新市域の地番呼称が行われ、従来の小字を整理し設置された。1964年に住居表示が施工され現在に至る。
「五老内」とは腰浜村の時代から存在した字名で、五老内、南五老内、東五老内、五老内北、五老内西、5つの字名が存在した。現在の五老内町、北五老内町、浜田町、桜木町が該当する。

## 世帯数と人口
2017年（平成29年）6月30日現在の世帯数と人口は以下の通りである。
| 町丁     | 世帯数 | 人口  |
| -------- | ------ | ----- |
| 五老内町 | 76世帯 | 145人 |

## 交通
道路
- 国道4号（北町バイパス）
- 奥州街道（旧国道）

## 施設
- 福島市役所 - 2代目市庁舎、3代目市庁舎

## 画像一覧

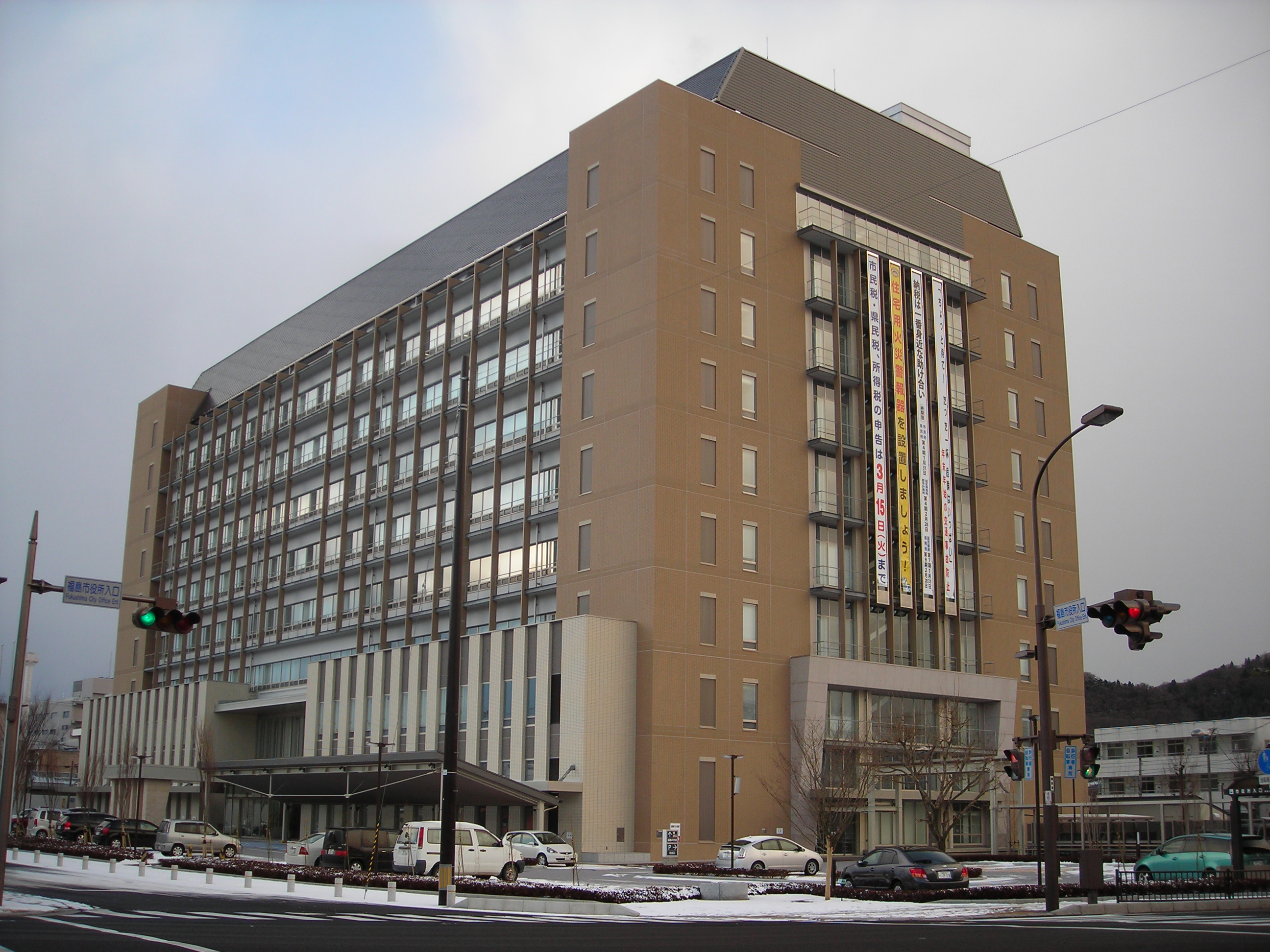
3代目福島市庁舎 東棟